# Acanthatrium macracanthium
Acanthatrium macracanthium är en plattmaskart. Acanthatrium macracanthium ingår i släktet Acanthatrium och familjen Lecithodendriidae. Inga underarter finns listade i Catalogue of Life.